# Levantamento de peso nos Jogos Pan-Americanos de 2019 - Até 55 kg feminino
A categoria até 55 kg feminino do levantamento de peso nos Jogos Pan-Americanos de 2019 foi disputada em 28 de julho  no Coliseo Mariscal Caceres, em Lima. 

## Calendário
Horário local (UTC-5).
| Data        | Horário | Fase  |
| ----------- | ------- | ----- |
| 28 de julho | 12:00   | Final |

## Medalhistas
| Ouro   | VEN Génesis Rodríguez |
| Prata  | COL Yenny Sinisterra  |
| Bronze | MEX Ana López Ferrer  |

## Resultados
| Pos.              | Halterofilista             | Grupo | Arranque (kg) | Arremesso (kg) | Total (Kg) |
| ----------------- | -------------------------- | ----- | ------------- | -------------- | ---------- |
| Medalha de ouro   | VEN Génesis Rodríguez      | A     | 96            | 116            | 212        |
| Medalha de prata  | COL Yenny Sinisterra       | A     | 94            | 110            | 204        |
| Medalha de bronze | MEX Ana López Ferrer       | A     | 91            | 111            | 202        |
| 4                 | USA Jourdan Delacruz       | A     | 88            | 109            | 197        |
| 5                 | CAN Rachel Leblanc-Bazinet | A     | 85            | 108            | 193        |
| 6                 | PER Shoely Mego            | A     | 83            | 110            | 193        |
| 7                 | PUR Gilyeliz Guzmán        | A     | 80            | 100            | 180        |
| 8                 | ARG Abril de Candido       | A     | 74            | 97             | 171        |
| 9                 | URU Sofía Rito             | A     | 73            | 90             | 163        |